# Życie Włocławka i Okolicy
Życie Włocławka i Okolicy – miesięcznik wydawany we Włocławku w okresie międzywojennym. Około 1926 r. siedziba redakcji mieściła się przy ul. Kaliskiej 1; redaktorem miesięcznika był wówczas Zygmunt Michler, a wydawcą – Stefan Narębski.